# Molossops mattogrossensis
Molossops mattogrossensis é uma espécie de morcego da família Molossidae. Pode ser encontrada no Brasil, Colômbia, Venezuela e Guiana.